# سباستیان دوره
سباستیان دوره (فرانسوی: Sébastien Duret‎؛ زادهٔ ۳ سپتامبر ۱۹۸۰ ‏(۴۴ سال)) دوچرخه‌سوار اهل فرانسه است.